# Mariela González Torres
Mariela González Torres (5 de abril de 1974) es una maratonista de carrera a pie cubana, que ganó la medalla de oro en maratón femenina de los Juegos Panamericanos de 2007. Ella representó a Cuba en los Juegos Olímpicos de Atenas 2004, terminando en 59.º lugar.
Mariela González ganó la edición de 2000 del Havana International Marathon y pasó ganar la medalla de oro de medio maratón en el Campeonato de América Central y del Caribe de Atletismo de 2001. Ella ganó el Maratón de Madrid dos veces consecutivas en 2001 y 2002. Obtuvo la medalla de plata en maratón de los Juegos Panamericanos de 2003, detrás de la brasileña Márcia Narloch. Estableció un récord de campeonato de 2:36.51 en la segunda edición de la Olimpiada Nacional del Deporte Cubano. Con el medio maratón eliminado del programa, entró en los 10 000 metros del Campeonato de América Central y del Caribe de Atletismo de 2005, resultando subcampeona detrás de su compatriota Yudelkis Martínez.

## Logros
| Año                  | Competición                                             | Lugar                               | Posición             | Evento               |                      |
| Representando a Cuba | Representando a Cuba                                    | Representando a Cuba                | Representando a Cuba | Representando a Cuba | Representando a Cuba |
| -------------------- | ------------------------------------------------------- | ----------------------------------- | -------------------- | -------------------- | -------------------- |
| 2001                 | Campeonato de América Central y del Caribe de Atletismo | Ciudad de Guatemala, Guatemala      | 1ª                   | Medio maratón        |                      |
| 2001                 | Mundial de Medio Maratón                                | Bristol, Gran Bretaña               | 51.ª                 | Medio maratón        |                      |
| 2003                 | Juegos Panamericanos                                    | Santo Domingo, República Dominicana | 2ª                   | Maratón              |                      |
| 2004                 | Juegos Olímpicos                                        | Atenas, Grecia                      | 59ª                  | Maratón              |                      |
| 2005                 | Campeonato de América Central y del Caribe de Atletismo | Nassau, Bahamas                     | 2ª                   | 10 000 m             |                      |
| 2007                 | Juegos Panamericanos                                    | Río de Janeiro, Brasil              | 1ª                   | Maratón              |                      |